# Hydroptila vittata
Hydroptila vittata är en nattsländeart som beskrevs av Wells 1984. Hydroptila vittata ingår i släktet Hydroptila och familjen smånattsländor. Inga underarter finns listade i Catalogue of Life.